# Gnidia burmannii
Gnidia burmannii är en tibastväxtart som beskrevs av Christian Friedrich Frederik Ecklon, Amp; Zeyh. och Carl Daniel Friedrich Meisner. Gnidia burmannii ingår i släktet Gnidia och familjen tibastväxter. Inga underarter finns listade i Catalogue of Life.